# Верхнеуральский политизолятор
Верхнеуральская тюрьма — старая царская тюрьма в Верхнеуральске, часть Верхнеяицкой крепости XVIII века.
Здание тюрьмы было построено в 1914 году. В советское время преобразована в политический изолятор (политизолятор) ОГПУ—НКВД. С 1948 года получила статус особой тюрьмы для политических заключённых.

## Верхнеуральский политизолятор
Сеть политических изоляторов формировалась, начиная с 1921 года, в системе ГПУ при НКВД РСФСР.
Верхнеуральский изолятор был «открыт» весной 1925 года, когда в стоявшее уже давно, но до сих пор не заселённое здание, водворили арестантов с Соловков, устроивших там голодовку. За переселением бывших соловчан лично следили Генрих Ягода и Рубен Катанян. Начальником изолятора с 1925 года был Жан (Иван) Георгиевич Дуппор (1895—?). 14 мая 1925 года «в целях проведения объединения всех политизоляторов под единым руководством ОГПУ» Верхнеуральский, Суздальский, Тобольский, Челябинский и Ярославский политизоляторы были подчинены Тюремному отделу ОГПУ.
А. И. Солженицын, «Архипелаг ГУЛАГ»:
На новом месте у бывших соловчан сразу отняли свободное хождение: камеры взяли на замки. Запрещено было неограниченное перемещение денег, вещей и книг между камерами, как раньше. Они перекрикивались через окна — тогда часовой выстрелил с вышки в камеру. В ответ устроили обструкцию — били стёкла, портили тюремный инвентарь. Борьба продолжалась, но уже с отчаянием и в условиях невыгодных.
Году в 1928 какая-то причина вызвала новую дружную голодовку всего Верхнеуральского изолятора. Но теперь уже не было их прежней строго — торжественной обстановки, и дружеских ободрений, и своего врача. На какой-то день голодовки тюремщики стали врываться в камеры в превосходном числе — и попросту бить ослабевших людей палками и сапогами. Избили — и кончилась голодовка.
11 ноября 1935 года все политизоляторы НКВД (а до возникновения НКВД СССР — политизоляторы ОГПУ) приказом НКВД № 00403 были переименованы в тюрьмы НКВД. В ведении Тюремного отдела ОГПУ (подчиненного, в свою очередь, Административному отделу ОГПУ) первоначально находилась, по-видимому, только часть политизоляторов.

### Борьба за статус политзаключённых
В феврале 1930 года подавлены волнения политзаключённых, добивавшихся признания за ними такового статуса (избиты дубинками, облиты водой из брандспойтов).

### Известные политзаключённые
19 и 21 мая 1939 года в изоляторе были убиты своими сокамерниками бывшие члены ЦК компартии Карл Радек и экс-нарком Григорий Сокольников. Позднейшее расследование выявило, что оба убийства были организованы старшим оперуполномоченным НКВД Кубаткиным по прямому указанию Лаврентия Берии и Богдана Кобулова, а распоряжение об убийстве исходило лично от Сталина (вскоре старший лейтенант Кубаткин был повышен из старшего лейтенанта сразу в старшего майора ГБ, а расстрелян в 1950 генерал-лейтенантом).

## Особая тюрьма
21 февраля 1948 года в том же постановлении Совета Министров СССР (№ 416—159сс), согласно которому были созданы особые лагеря, сказано: «Организовать ... особые тюрьмы на 5000 человек в городе Владимире, Александровске и Верхнеуральске». Предполагалось, что в особых тюрьмах, как и в особлагах, будут содержаться только политзаключённые.
С 1955 года политические заключённые в Верхнеуральской тюрьме не содержались.